# Gaz obojętny
Gaz obojętny – gaz, który jest obojętny chemicznie i w warunkach danej reakcji chemicznej nie uczestniczy w jej przebiegu. Zwykle do gazów obojętnych zalicza się azot i gazy szlachetne.
Wiele reakcji chemicznych wymaga przeprowadzania ich w atmosferze gazu obojętnego, ze względu na to, że tlen i para wodna zawarte w powietrzu mogą zakłócać jej przebieg, prowadząc do powstania niepożądanych produktów ubocznych.